# リモートテレスコープ
リモートテレスコープ（英: Remote Telescope）は、コンピュータで用いられるネットワークを介して遠隔地から天体望遠鏡を操作できるようにしたシステム。ロボット望遠鏡（Robotic telescope(英語版)）とも言う。
天体望遠鏡は所与の天体を導入して（眼視）観測したり写真撮影したりするために使われるが、古くは2軸（赤道儀式では赤経軸と赤緯軸、経緯台式では方位軸と高度軸）を手動で動かして操作していた。その後コンピュータ技術の発達に伴い、観測者が導入したい天体を指定すると、コンピュータがその位置を計算して2軸の制御を行い、自動的に導入する方式も使われるようになった（自動導入）。この場合でも、天体望遠鏡の設置場所と観測者は同じ場所に居る事が普通である。しかし、自動導入の考え方を進めて、コンピュータネットワークを介して、観測者が天体望遠鏡の設置場所に居なくても望遠鏡を所定の場所に向ける事ができ、リアルタイムで天体画像を伝送するか、天体を撮影して送信する事により、事実上必要な観測を行えるシステムのアイデアが出てきた。リモートテレスコープの厳密な定義はなされていないが、およそ以下の要件を満たすものと言える。
- 天体望遠鏡の設置場所と観測者が離れた場所に居て、コンピュータネットワークを介して操作できること
- 単数、または複数のユーザーに対して観測要求を受け付けられること
- スケジューリング機能を有する事
- 観測装置（静止画、動画などを記録する）による記録を観測者に伝送できること
- 異常時に安全に望遠鏡を待機状態に復帰できること

イギリスのブラッドフォードロボット望遠鏡（Bradford Robotic Telescope(英語版)）が古くから運用されているが、2000年頃から各種のシステムが提供されるようになった。最近では、一般向けに観測要求を受け付けるものや、自動掃天システムなどで使われるようになっている。